# 阿马特里切
阿马特里切（義大利語：Amatrice），是意大利列蒂省的一个市镇。以「Sugo all'Amatriciana」義大利的經典醬汁聞名於世。总面积174.43平方公里，2009年人口2727人，人口密度15.6人/平方公里。ISTAT代码为057002。

## 地震
2016年8月24日，该镇发生里氏6.2级地震並造成傷亡。

## 友好城市
- 義大利奥斯提亚安提卡
- 義大利蒙托廖阿尔沃马诺
- 義大利波坦察